# Poedit
Poedit – otwartoźródłowy program do komputerowego wspomagania tłumaczenia dokumentacji i interfejsu użytkownika. Jest to graficzny interfejs dla oprogramowania GNU gettext używający plików z rozszerzeniem .po. Oferuje możliwość zarządzania projektami i podświetla nieprzetłumaczone fragmenty tekstu.
Program dystrybuowany jest jako wolne oprogramowanie wraz z kodem źródłowym na warunkach licencji MIT. Dostępne są wersje oprogramowania przeznaczone dla systemów operacyjnych Linux, macOS oraz Windows. Wiele popularnych dystrybucji Linuxa (na przykład Ubuntu) pozwala instalować Poedit bezpośrednio ze standardowych repozytoriów.
Interfejs programu wykorzystuje bibliotekę wxWidgets. Począwszy od wersji 1.1.1 program wykorzystuje pamięć tłumaczeniową funkcjonującą dzięki wykorzystaniu biblioteki Berkeley DB. Katalogi tłumaczenia mogą zostać zaimportowane i znane frazy tłumaczenia będą automatycznie pobierane z katalogu.
Od wersji 1.3.5 program wspiera system OS X.